# حشره‌خوار پابلند
حشره‌خوار پابلند (نام علمی: Crocidura crenata) نام یک گونه از سرده حشره‌خوارهای دندان‌سفید است.